# Stanisław Honczarenko
Stanisław Ołeksandrowycz Honczarenko, ukr. Станіслав Олександрович Гончаренко, ros. Станислав Александрович Гончаренко, Stanisław Aleksandrowicz Gonczarienko (ur. 1 listopada 1960 w Kijowie) – ukraiński piłkarz i trener piłkarski.

## Kariera piłkarska
Wychowanek klubów Spartak Kijów i Temp Kijów. W 1979 rozpoczął karierę piłkarską w drużynie Budiwelnyk Prypeć. W 1982 przeszedł do Zirki Kirowohrad, w której otrzymał ciężką kontuzję i był zmuszony zakończyć karierę piłkarza.

## Kariera trenerska
W 1982 rozpoczął karierę szkoleniowca. Najpierw szkolił dzieci w kijowskich Szkołach Sportowych Start, Zmina-Obołoń i CSKA. W 1990 pomagał trenować Dynamo Biała Cerkiew, a w 1991 stał na czele klubu z Białej Cerkwi, który zmienił nazwę na Roś Biała Cerkiew. W 1993 prowadził Chimik Siewierodonieck, a we wrześniu 1993 został mianowany na stanowisko głównego trenera Obołoni Kijów, którym kierował do października 1995. Potem specjalizował się w futsalu. Od 1996 do 2007 przez 11 sezonów trenował Interkas Kijów. Przez ten czas klub ciągłe zdobywał medale różnego gatunku z wyjątkiem tylko jednego sezonu. Po rozformowaniu Interkasu zachorował i leczył się w szpitalu. W tamtym czasie również pomagał trenować reprezentację Ukrainy w futsalu, która w 2001 został wicemistrzem Europy. Od marca 2008 do 4 stycznia 2011 prowadził Tajm Lwów, a następnie po fuzji z innym lwowskim klubem Enerhiję Lwów. 29 listopada 2012 przez problemy rodzinne podał się do dymisji. 10 października 2013 stał na czele Politechnika Kijów.

## Sukcesy i odznaczenia

### Sukcesy trenerskie
Interkas Kijów
- mistrz Ukrainy (3): 1999, 2000, 2003
- zdobywca Pucharu Ukrainy (3): 2000, 2001, 2005,
- zdobywca Pucharu Wielkiego Dniepra w Zaporożu (2): 1997, 2001
- zdobywca Pucharu Wyzwolenia w Charkowie (2): 1997, 2003
- zwycięzca Turnieju Crystal Cup w Kopřivnice: 1997

Tajm Lwów
- mistrz Ukrainy (2): 2009, 2010
- zdobywca Pucharu Ukrainy: 2010
- zdobywca Superpucharu Ukrainy: 2009
- zwycięzca Turnieju Beskidy Futsal Cup w Bielsku-Białej: 2009
- zwycięzca Turnieju Green Ball Cup w Teplice (Czechy): 2009

Enerhija Lwów
- mistrz Ukrainy: 2012
- zdobywca Pucharu Ukrainy (2): 2011, 2012
- zwycięzca Turnieju Beskidy Futsal Cup w Bielsku-Białej (2): 2011, 2012

reprezentacja Ukrainy w futsalu
- wicemistrz Europy: 2001

### Sukcesy indywidualne
- w trójce najlepszych trenerów Ukrainy sezonu 1999/2000
- w trójce najlepszych trenerów Ukrainy sezonu 1998/1999 (2 місце)
- najlepszy trener Ukrainy (2): 2010, 2012

### Odznaczenia
- tytuł Zasłużonego Trenera Ukrainy